# Bruno Branciforte
Bruno Branciforte (Napoli, 6 novembre 1947) è un ammiraglio italiano.
Ammiraglio di squadra della Marina Militare, già direttore del SISMI e dell'Agenzia Informazioni e Sicurezza Esterna, è stato capo di stato maggiore della Marina italiana.

## Biografia
Laureato in Scienze marittime e navali, dal 1976 al 1977 ha comandato la corvetta "Aquila". Tra il 1979 e il 1985 ha diretto il Centro operativo intelligence e poi il Settore ricerca in seno allo stato maggiore della Marina.
Nel 1985, come capitano di fregata, è stato comandante in seconda dell'incrociatore "Vittorio Veneto". In seguito ha comandato la fregata "Aliseo".
Dal 1987 al 1989 è nuovamente allo Stato maggiore della Marina; nel 1989 è nominato addetto navale a Washington (Stati Uniti), fino al 1992.
Dal 1992 all'anno seguente è comandante della portaerei "Giuseppe Garibaldi", dove ritornerà a seguito del corso frequentato presso il Centro Alti Studi per la Difesa.
Dal 1995 (anno della promozione ad ammiraglio) al 1998 è stato capo del 2º reparto di intelligence, e contemporaneamente capo del 3º reparto Piani ed Operazioni dal 1996 al 1998.
Dal 1998 al 2000 è a capo del 3º reparto Pianificazione Generale. Dal 2001 al 2004 è stato capo di stato maggiore del comando in capo della squadra navale.
Nel 2004 è stato nominato prima ammiraglio di squadra e poi comandante in capo della squadra navale, incarico ricoperto fino al 2006.
Dal 2006 al 2007 è stato direttore del SISMI e poi dell'AISE (2007 - 2010).
Dal 23 febbraio 2010  è stato capo di stato maggiore della Marina, avvicendando l'ammiraglio Paolo La Rosa, fino al 1º marzo 2012, e sostituito dall'amm. Luigi Binelli Mantelli.